# Атамурадов, Бегенч Чолигурдович
Бегенч Чолигурдович Атамурадов (туркм. Begenç Atamyradov; род. 1962, г. Керки, Керкинский район, Чарджоуская область, Туркменская ССР, СССР) — туркменский государственный деятель.

## Образование и специальность
Образование высшее.
В 1984 году окончил Воронежский лесотехнический институт по специальности инженер лесного хозяйства.

## Карьера
Трудовую деятельность начал в 1984 году лесничим Сюнт-Хасардагского государственного заповедника. Далее работал старшим инженером Министерства лесного хозяйства Туркменистана, главным лесничим Копетдагского государственного заповедника, старшим инспектором отдела госнадзора ПО «Туркментокай», главным лесничим Копетдагского лесного хозяйства, начальником управления лесного хозяйства Министерства охраны природы Туркменистана.
В 1999—2001 годах — заместитель министра охраны природы Туркменистана.
В 2002 году — хяким города Абадан.
С сентября по ноябрь 2002 года — председатель Фонда Сапармурата Туркменбаши.
15.11.2002 — 25.01.2006 — министр сельского хозяйства Туркменистана, исполнительный директор Государственного фонда развития сельского хозяйства Туркменистана.
14.11.2003 — 07.01.2005 — заместитель Председателя кабинета министров Туркмении.
07.01.2006 — 27.11.2006 — хяким Серахского этрапа Ахалского велаята.

## Награды и звания
- медаль «Гайрат»

## Варианты транскрипции фамилии
- Фамилия: Атамырадов